# Герои Социалистического Труда Эстонии
В настоящий список включены:

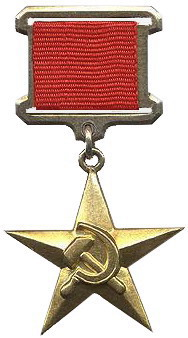
Золотая медаль «Серп и Молот»

- Герои Социалистического Труда, на момент присвоения звания проживавшие на территории Эстонской ССР (соответствует границам современной Эстонии) — 137 человек, в том числе один дважды Герой Социалистического Труда;
- уроженец Эстонии, удостоенный звания Героя Социалистического Труда в другом регионе СССР — 1 человек.
- Герои Социалистического Труда, прибывшие в Эстонию на постоянное проживание из других регионов СССР — 3 человека.

Вторая и третья часть списка могут быть неполными из-за отсутствия данных о месте рождения и месте смерти ряда Героев.
В таблицах отображены фамилия, имя и отчество Героев, должность и место работы на момент присвоения звания, дата Указа Президиума Верховного Совета СССР, отрасль народного хозяйства, а также ссылка на биографическую статью на сайте «Герои страны». Формат таблиц предусматривает возможность сортировки по указанным параметрам путём нажатия на стрелку в нужной графе.

## История
Первое присвоение звания Героя Социалистического Труда в Эстонской ССР произошло 3 мая 1948 года, когда Указом Президиума Верховного Совета СССР за получение высоких урожаев ржи этого звания был удостоен Карл Исак, бригадир полеводческой бригады совхоза «Сымерпалу» Министерства совхозов СССР в  Выруском районе.

## Лица, удостоенные звания Героя Социалистического Труда в Эстонской ССР
| № | Фамилия, имя, отчество    | Даты жизни              | Деятельность                                   | Дата присвоения       | Отрасль            | ГС       |
| - | ------------------------- | ----------------------- | ---------------------------------------------- | --------------------- | ------------------ | -------- |
| 1 | Лиеберг Эндель Аугустович | 28.08.1927 — 10.08.2011 | Председатель колхоза «9 Мая» Пайдеского района | 08.04.1971 10.07.1987 | сельское хозяйство | [ ГС 1 ] |

| №   | Фамилия, имя, отчество              | Даты жизни              | Деятельность | Дата присвоения | Отрасль            | ГС         |
| --- | ----------------------------------- | ----------------------- | --- | --------------- | ------------------ | ---------- |
| 1   | Агафонова Зинаида Фёдоровна         | 24.02.1930 — 26.09.1991 | Ткачиха комбината «Балтийская мануфактура» Министерства лёгкой промышленности Эстонской ССР, гор. Таллин                                                                                            | 05.04.1971      | легпром            | [ ГС 2 ]   |
| 2   | Агеев Иван Александрович            | 07.11.1929 — 18.09.1977 | Капитан большого морозильного рыболовного траулера «Юхан Сютисте» Эстонской рыбопромышленной экспедиционной базы, гор. Таллин                                                                       | 26.06.1961      | рыбпром            | [ ГС 3 ]   |
| 3   | Адамсон Роберт Эдуардович           | 16.05.1928 — 10.01.1995 | Директор Локсаской средней школы, Харьюский район Эстонской ССР | 27.06.1978      | образование        | [ ГС 4 ]   |
| 4   | Аланд Роман Робертович              | 18.04.1928 — 27.10.1978 | Капитан рыболовного бота № 7221 рыболовецкого колхоза «Октябрь» Эстонской ССР | 07.07.1966      | рыбпром            | [ ГС 5 ]   |
| 5   | Альба Эдуард Александрович          | 18.03.1920 — 20.08.2004 | Директор совхоза «Сауэ» Харьюского района Эстонской ССР | 08.04.1971      | сельское хозяйство |            |
| 6   | Андреев Пётр Михайлович             | 22.08.1922 — 1990       | Бригадир монтажников эстонского монтажного участка треста «Севзапэнергомонтаж» на строительстве Прибалтийской ГРЭС, Эстонская ССР                                                                   | 01.10.1965      | строительство      | [ ГС 6 ]   |
| 7   | Ардула Эндель Яанович               | 12.11.1922 — 21.05.2000 | Электрик Таллинского завода «Вольта» Министерства электротехнической промышленности СССР, Эстонская ССР                                                                                             | 20.04.1971      | электропром        |            |
| 8   | Аренг Олаф Иоханнесович             | 01.05.1933 — 03.10.1997 | Тракторист совхоза «Тамсалу» Раквереского района Эстонской ССР | 24.07.1986      | сельское хозяйство |            |
| 9   | Блуменфельдт Элиза Хансовна         | 24.09.1898 — 02.08.1982 | Доярка опытной станции Пиистаоя Института животноводства и ветеринарии Академии наук Эстонской ССР, Пярнуский уезд Эстонской ССР                                                                    | 16.08.1950      | сельское хозяйство | [ ГС 7 ]   |
| 10  | Бярлин Эльмар Юрьевич               | 20.05.1913 — 08.04.1986 | Бригадир совхоза «Тори» Пярнуского района Эстонской ССР | 23.06.1966      | сельское хозяйство | [ ГС 8 ]   |
| 11  | Вайксалу Лайне Августовна           | 29.04.1918 — 23.07.2000 | Доярка совхоза «Трийги» Раквереского района Эстонской ССР | 01.10.1965      | сельское хозяйство | [ ГС 9 ]   |
| 12  | Валдов Альфред Янович               | 13.07.1908 — 09.06.1987 | Разметчик Таллинского машиностроительного завода Эстонского совнархоза | 01.10.1965      | машиностроение     | [ ГС 10 ]  |
| 13  | Ваммус Людвиг Александрович         | 17.11.1917 — 28.09.1994 | Бригадир комплексной бригады Таллинского домостроительного комбината, Эстонская ССР | 01.10.1965      | строительство      | [ ГС 11 ]  |
| 14  | Варес Алексей Михайлович            | 09.01.1907 — 16.11.1990 | Главный педиатр Министерства здравоохранения Эстонской ССР, гор. Таллин | 04.02.1969      | здравоохранение    | [ ГС 12 ]  |
| 15  | Васильев Владимир Фёдорович         | 12.07.1929 — 08.04.2008 | Машинист экскаватора разреза «Вивиконд» треста «Эстонсланец» Министерства угольной промышленности СССР, Эстонская ССР                                                                               | 30.03.1971      | углепром           |            |
| 16  | Вахер Херберт Иосепович             | 28.11.1928 — 25.07.2013 | Боцман теплохода «Лугуст Кульберг» Эстонского морского пароходства Министерства морского флота СССР, гор. Таллин                                                                                    | 04.05.1971      | транспорт          | [ ГС 13 ]  |
| 17  | Веево Айно Михкелевна               | 23.04.1918 — ????       | Варщица мармелада таллинской кондитерской фабрики «Калев» Министерства пищевой промышленности Эстонской ССР                                                                                         | 21.07.1966      | пищепром           | [ ГС 14 ]  |
| 18  | Веймер Арнольд Тынувич              | 20.06.1903 — 03.03.1977 | Президент Академии наук Эстонской ССР, гор. Таллин | 19.06.1973      | наука              | [ ГС 15 ]  |
| 19  | Винкель Лейда Освальдовна           | род. 31.05.1930         | Доярка колхоза «Каардивяэлане» Тапаского района Эстонской ССР | 01.03.1958      | сельское хозяйство | [ ГС 16 ]  |
| 20  | Воол Хельбе Руубеновна              | 1937 — 04.01.2010       | Доярка совхоза «Куртна» Кохтла-Ярвеского района Эстонской ССР | 27.12.1976      | сельское хозяйство |            |
| 21  | Вооленс Феликс                      | 09.03.1906 — 26.04.1966 | Капитан теплохода «Локса» Эстонского государственного морского пароходства Министерства морского флота ССР                                                                                          | 03.08.1960      | транспорт          | [ ГС 17 ]  |
| 22  | Вунк Арнольд Артурович              | 27.11.1922 — 11.02.1992 | Председатель колхоза «Куусалу» Харьюского района Эстонской ССР | 27.12.1976      | сельское хозяйство | [ ГС 18 ]  |
| 23  | Вырро Густав Густавович             | 23.05.1921 — ????       | Председатель колхоза «Эду» Косеского района Эстонской ССР | 01.03.1958      | сельское хозяйство | [ ГС 19 ]  |
| 24  | Вяйнсалу Отто Густовович            | 05.11.1890 — 03.03.1969 | Бригадир совхоза «Уусна» Министерства совхозов СССР, Вильяндиский уезд Эстонской ССР | 05.10.1949      | сельское хозяйство | [ ГС 20 ]  |
| 25  | Горюнов Павел Панфилович            | род. 12.11.1933         | Автоматчик Тартуского приборостроительного завода Министерства приборостроения, средств автоматизации и систем управления СССР, Эстонская ССР                                                       | 09.08.1985      | приборостроение    | [ ГС 21 ]  |
| 26  | Гришанов Василий Фёдорович          | род. 25.10.1928         | Бригадир комплексной бригады строительного управления Прибалтийской ГРЭС треста «Севзапэнергострой» Министерства энергетики и электрификации СССР, Эстонская ССР                                    | 04.10.1966      | энергетика         |            |
| 27  | Дмитриев Николай Иванович           | 18.10.1931 — 03.05.1985 | Командир авиационной эскадрильи Эстонского республиканского производственного объединения гражданской авиации Министерства гражданской авиации СССР, гор. Таллин                                    | 04.02.1983      | транспорт          | [ ГС 22 ]  |
| 28  | Жилябин Василий Тимофеевич          | 12.01.1930 — 01.02.2019 | Бригадир горнорабочих очистного забоя шахты «Кява-2» треста «Эстонсланец» Министерства угольной промышленности СССР, Эстонская ССР                                                                  | 29.06.1966      | углепром           | [ ГС 23 ]  |
| 29  | Иванов Василий Кузьмич              | род. 24.03.1932         | Горнорабочий очистного забоя шахты «Ахтме» производственного объединения «Эстонсланец» Министерства чёрной металлургии СССР, гор. Кохтла-Ярве Эстонской ССР                                         | 12.05.1977      | углепром           | [ ГС 24 ]  |
| 30  | Ильвес Харальд Яакович              | 21.11.1920 — 04.02.1998 | Первый секретарь Харьюского райкома Компартии Эстонии | 01.03.1958      | госуправление      | [ ГС 25 ]  |
| 31  | Ирд Каарел Кириллович               | 27.08.1909 — 25.12.1986 | Главный режиссёр Государственного академического театра Эстонской ССР «Ванемуйне», народный артист СССР, гор. Тарту                                                                                 | 24.08.1984      | культура           | [ ГС 26 ]  |
| 32  | Исак Карл Оттович                   | 05.10.1891 — 04.01.1955 | Бригадир полеводческой бригады совхоза «Сымерпалу» Министерства совхозов СССР, Выруский уезд Эстонской ССР                                                                                          | 03.05.1948      | сельское хозяйство | [ ГС 27 ]  |
| 33  | Йоонас Юхан Яанович                 | 24.05.1888 — 10.06.1986 | Председатель колхоза «Хелленурме» Эльваского района Эстонской ССР | 01.03.1958      | сельское хозяйство | [ ГС 28 ]  |
| 34  | Кайк Рупперт Рудольфович            | 28.12.1926 — 14.01.2013 | Машинист локомотивного депо Таллин Эстонского отделения Прибалтийской железной дороги | 01.10.1965      | транспорт          | [ ГС 29 ]  |
| 35  | Калласте Хейно Петрович             | 12.01.1924 — 30.09.1991 | Директор Винниского опорно-показательного совхоза-техникума Раквереского района Эстонской ССР | 01.10.1965      | сельское хозяйство | [ ГС 30 ]  |
| 36  | Капп Эуген Артурович                | 26.05.1908 — 29.10.1996 | Председатель правления Союза композиторов Эстонии, народный артист СССР, гор. Таллин | 26.05.1978      | культура           | [ ГС 31 ]  |
| 37  | Киивит Арно Петрович                | род. 17.10.1934         | Бригадир горнорабочих очистного забоя шахты № 4 треста «Эстонсланец» Министерства угольной промышленности СССР, гор. Кохтла-Ярве Эстонской ССР                                                      | 20.02.1974      | углепром           | [ ГС 32 ]  |
| 38  | Кирьянен Розалия Ивановна           | род. 1923               | Мастер машинного доения коров совхоза «Тарту» Тартуского района Эстонской ССР | 10.02.1975      | сельское хозяйство |            |
| 39  | Клемент Фёдор Дмитриевич            | 30.05.1903 — 28.06.1973 | Ректор Тартуского университета, академик Академии наук Эстонской ССР | 13.03.1969      | наука              | [ ГС 33 ]  |
| 40  | Кониярв Антон Александрович         | 16.10.1914 — 05.1993    | Директор совхоза «Курекюла» Эльваского района Эстонской ССР | 01.03.1958      | сельское хозяйство | [ ГС 34 ]  |
| 41  | Конт Арелла Густавовна              | 05.03.1914 — 06.03.1984 | Бригадир молочного стада совхоза «Удева» Пайдеского района Эстонской ССР | 01.03.1958      | сельское хозяйство | [ ГС 35 ]  |
| 42  | Коолмейстер Эльви Иоханнесовна      | род. 18.03.1937         | Швея-мотористка Таллинского производственного швейного объединения имени В. Клементи Министерства лёгкой промышленности Эстонской ССР                                                               | 04.03.1976      | легпром            | [ ГС 36 ]  |
| 43  | Кооп Арнольд Викторович             | 16.07.1922 — 21.04.1988 | Ректор Тартуского государственного университета, член-корреспондент Академии педагогических наук СССР, Эстонская ССР                                                                                | 13.09.1982      | наука              | [ ГС 37 ]  |
| 44  | Коппель Хельди Оскаровна            | род. 05.05.1935         | Зоотехник колхоза «Каркси» Вильяндиского района Эстонской ССР | 22.03.1966      | сельское хозяйство | [ ГС 38 ]  |
| 45  | Корстен Евгений Васильевич          | 28.03.1918 — ????       | Старший оператор Кохтла-Ярвеского сланцеперерабатывающего комбината имени В. И. Ленина Эстонского совнархоза                                                                                        | 01.10.1965      | нефтехимпром       | [ ГС 39 ]  |
| 46  | Кристманн Анатолий Александрович    | 18.05.1934 — 24.07.1989 | Бригадир животноводческой фермы совхоза «Пыдрангу» Раквереского района Эстонской ССР | 06.09.1973      | сельское хозяйство |            |
| 47  | Кронк Леонхард Антонович            | 27.04.1932 — 22.10.2014 | Помощник мастера Староткацкой фабрики комбината «Кренгольмская мануфактура» Эстонского совнархоза, гор. Нарва                                                                                       | 28.05.1960      | легпром            | [ ГС 40 ]  |
| 48  | Круус Вамбола Юганесович            | 29.07.1929 — 31.03.2012 | Крановщик Таллинского морского торгового порта Министерства морского флота СССР, Эстонская ССР | 29.07.1966      | транспорт          | [ ГС 41 ]  |
| 49  | Круусалу Хильда Юрьевна             | 13.06.1904 — 15.11.1981 | Бригадир совхоза «Удева» Министерства совхозов СССР, Пайдеский уезд Эстонской ССР | 05.10.1949      | сельское хозяйство | [ ГС 42 ]  |
| 50  | Круусма Лейда Юрьевна               | 31.03.1921 — 03.2020    | Мастер-сыродел Раквереского комбината молочных продуктов Министерства мясной и молочной промышленности Эстонской ССР                                                                                | 14.06.1966      | пищепром           | [ ГС 43 ]  |
| 51  | Кузмина Анастасия Ивановна          | 28.11.1923 — 01.08.2013 | Телятница совхоза «Ныммкюла» Раквереского района Эстонской ССР | 08.04.1971      | сельское хозяйство | [ ГС 44 ]  |
| 52  | Кумель Леопольд Виллемович          | 05.10.1922 — 18.10.2004 | Бригадир комплексной бригады Хаапсалуской передвижной механизированной колонны Таллинского треста «Спецсельхозстрой» Министерства строительства Эстонской ССР                                       | 07.05.1971      | строительство      |            |
| 53  | Кууль Оскар Пээтерович              | 06.11.1924 — 10.12.1992 | Председатель опорно-показательного рыболовецкого колхоза имени С. М. Кирова Харьюского района Эстонской ССР                                                                                         | 23.05.1980      | рыбпром            | [ ГС 45 ]  |
| 54  | Куусберг Пауль Аугустович           | 30.04.1916 — 21.01.2003 | Народный эстонский писатель, гор. Таллин Эстонской ССР | 16.11.1984      | культура           | [ ГС 46 ]  |
| 55  | Кууск Хельмут Куставович            | 06.11.1921 — 06.11.1988 | Машинист вращающихся печей цементного завода «Пунане Кунда» Министерства промышленности строительных материалов СССР, Эстонская ССР                                                                 | 28.07.1966      | промстройматериалы | [ ГС 47 ]  |
| 56  | Кыйв Велло Петрович                 | 04.03.1914 — 04.05.1997 | Тракторист колхоза «Ярвесалу» Валгаского района Эстонской ССР | 23.06.1966      | сельское хозяйство | [ ГС 48 ]  |
| 57  | Кэбин Иван Густавович               | 11.09.1905 — 25.10.1999 | Первый секретарь ЦК Компартии Эстонии, гор. Таллин | 23.09.1975      | госуправление      | [ ГС 49 ]  |
| 58  | Кюлаотс (Саар) Аурелия Владимировна | 08.08.1919 — 04.09.2007 | Доярка совхоза «Удева» Министерства совхозов СССР, Пайдеский уезд Эстонской ССР | 05.10.1949      | сельское хозяйство | [ ГС 50 ]  |
| 59  | Кюльвая Эрик Артур-Оттович          | род. 1933               | Тракторист колхоза «Ухтна» Раквереского района Эстонской ССР | 13.12.1972      | сельское хозяйство |            |
| 60  | Кяйс Оскар Аугустович               | 18.10.1932 — 19.01.2023 | Тракторист колхоза «Пыльва» Пыльваского района Эстонской ССР | 12.12.1973      | сельское хозяйство | [ ГС 51 ]  |
| 61  | Кярбер Кристьян Августович          | 14.05.1908 — 20.01.1977 | Бригадир комплексной бригады каменщиков треста «Таллинстрой» Эстонского совнархоза, гор. Таллин | 09.08.1958      | строительство      | [ ГС 52 ]  |
| 62  | Кярди Яан Юрьевич                   | 25.02.1915 — 13.01.1970 | Бригадир слесарей Таллинского машиностроительного завода Эстонского совнархоза | 28.05.1960      | машиностроение     | [ ГС 53 ]  |
| 63  | Кярнер Айта Аугустовна              | 14.12.1930 — 25.08.1999 | Доярка совхоза «Уусна» Вильяндиского района Эстонской ССР | 22.03.1966      | сельское хозяйство | [ ГС 54 ]  |
| 64  | Кяспер Пярья Альбертовна            | 18.03.1931 — 05.10.1997 | Заведующая фермой колхоза «Эстония» Пайдеского района Эстонской ССР | 22.03.1966      | сельское хозяйство | [ ГС 55 ]  |
| 65  | Кяэрманн Хилли Иохановна            | род. 1930               | Телятница совхоза «Мынисте» Выруского района Эстонской ССР | 21.12.1983      | сельское хозяйство |            |
| 66  | Кяяник Мета Йоханнесовна            | 15.07.1913 — 2000       | Доярка совхоза «Хулья» Раквереского района Эстонской ССР | 22.03.1966      | сельское хозяйство | [ ГС 56 ]  |
| 67  | Лаанеметс Эмилия Юхановна           | 29.11.1909 — 02.03.2004 | Свинарка колхоза «Тээ Коммунизмиле» Раплаского района Эстонской ССР | 01.03.1958      | сельское хозяйство | [ ГС 57 ]  |
| 68  | Ларетей Хилья Иохановна             | 19.05.1930 — 28.06.1991 | Свинарка совхоза «Хуммули» Валгаского района Эстонской ССР | 22.03.1966      | сельское хозяйство | [ ГС 58 ]  |
| 69  | Лаур Вольдемар Хендрикович          | 17.02.1927 — 04.01.2013 | Директор совхоза «Карья» Кингисеппского района Эстонской ССР | 22.03.1966      | сельское хозяйство | [ ГС 59 ]  |
| 70  | Либлик Ханс Александрович           | 1916 — 01.1993          | Бригадир слесарей Таллинского машиностроительного завода Министерства химического и нефтяного машиностроения СССР, Эстонская ССР                                                                    | 20.04.1971      | химнефтепром       |            |
| 71  | Лийв Валерий Рихардович             | род. 18.12.1938         | Бригадир токарей Таллинского производственного объединения «Таллэкс» имени 50-летия СССР Министерства строительного, дорожного и коммунального машиностроения СССР, Эстонская ССР                   | 11.03.1981      | машиностроение     | [ ГС 60 ]  |
| 72  | Луури Салме                         | 16.03.1910 — 02.12.1969 | Доярка колхоза «Энергия» Раквереского района Эстонской ССР | 22.03.1966      | сельское хозяйство | [ ГС 61 ]  |
| 73  | Мальман Мария Юрьевна               | 30.03.1908 — 15.12.2005 | Доярка совхоза «Удева» Пайдеского района Эстонской ССР | 01.03.1958      | сельское хозяйство | [ ГС 62 ]  |
| 74  | Маннов Рудольф Густавович           | 30.10.1922 — 19.08.2004 | Председатель колхоза «Рахва выйт» Харьюского района Эстонской ССР | 01.03.1958      | сельское хозяйство | [ ГС 63 ]  |
| 75  | Марранди Хейно Рейнович             | 02.05.1911 — 29.08.1989 | Председатель колхоза «Эстония» Тюриского района Эстонской ССР | 01.03.1958      | сельское хозяйство | [ ГС 64 ]  |
| 76  | Марченко Таисия Елисеевна           | 03.10.1917 — 2008       | Ткачиха комбината «Кренгольмская мануфактура» Эстонского совнархоза, гор. Нарва | 07.03.1960      | легпром            | [ ГС 65 ]  |
| 77  | Матвеус Август Августович           | род. 1928               | Зольщик кожевенно-обувного объединения «Коммунар» Министерства лёгкой промышленности Эстонской ССР, гор. Таллин                                                                                     | 05.04.1971      | легпром            |            |
| 78  | Микомяги Анна Анновна               | 08.03.1908 — 21.03.2000 | Доярка колхоза «Рахва выйт» Харьюского района Эстонской ССР | 07.01.1952      | сельское хозяйство | [ ГС 66 ]  |
| 79  | Михайлов Михаил Михайлович          | 1926—2003               | Слесарь Таллинского завода ртутных выпрямителей имени М. И. Калинина Министерства электротехнической промышленности СССР, Эстонская ССР                                                             | 08.08.1966      | электропром        |            |
| 80  | Михкельсон Эрна Хансовна            | 25.01.1915 — 23.12.2002 | Доярка колхоза «Эстония» Тюриского района Эстонской ССР | 01.03.1958      | сельское хозяйство | [ ГС 67 ]  |
| 81  | Мынзу Владимир Георгиевич           | 16.02.1931 — 13.02.2001 | Бригадир штукатуров строительного треста «Таллинстрой» Министерства строительства Эстонской ССР, гор. Таллин                                                                                        | 17.07.1980      | строительство      | [ ГС 68 ]  |
| 82  | Никколо Рауль Юрьевич               | 03.10.1928 — 05.01.1997 | Наладчик бумагоделательной машины Таллинского целлюлозно-бумажного комбината имени В. Кингисеппа Министерства лесной, целлюлозно-бумажной и деревообрабатывающей промышленности СССР, Эстонская ССР | 17.09.1966      | леспром            | [ ГС 69 ]  |
| 83  | Ноор Хенн Артурович                 | род. 1940               | Капитан-наставник среднего рыболовного траулера рыболовецкого колхоза «Хийу Калур» Эстонской ССР | 12.05.1977      | рыбпром            |            |
| 84  | Норден Вольдемар Иванович           | род. 1933               | Старший машинист бумагоделательной машины Кехраского целлюлозно-бумажного завода Министерства лесной, целлюлозно-бумажной и деревообрабатывающей промышленности СССР, Эстонская ССР                 | 19.03.1981      | леспром            |            |
| 85  | Нутт Вайке Пээтеровна               | род. 1931               | Доярка совхоза «Тарту» Тартуского района Эстонской ССР | 08.04.1971      | сельское хозяйство |            |
| 86  | Нымм Калев Михкелевич               | 12.10.1921 — 12.04.1994 | Первый секретарь Пыльваского райкома Компартии Эстонии | 08.04.1971      | госуправление      |            |
| 87  | Оад Михкель Юханович                | 18.05.1930 — 25.12.2015 | Рыбак рыболовецкого колхоза «Ныукогуде Партизан» Пярнуского района Эстонской ССР | 13.04.1963      | рыбпром            | [ ГС 70 ]  |
| 88  | Окас Эвальд Карлович                | 28.11.1915 — 30.04.2011 | Эстонский живописец и график, народный художник СССР, гор. Таллин | 27.11.1985      | культура           | [ ГС 71 ]  |
| 89  | Отсман Эльмина Петровна             | 14.11.1924 — 17.03.2012 | Комбайнёр Вильяндиской МТС Эстонской ССР | 01.03.1958      | сельское хозяйство | [ ГС 72 ]  |
| 90  | Оясаар Надежда                      | 21.10.1929 — 27.04.2007 | Штамповщица завода «Вольта» Эстонского совнархоза, гор. Таллин | 07.03.1960      | электропром        | [ ГС 73 ]  |
| 91  | Паап Эндель Альфредович             | род. 08.09.1938         | Бригадир проходчиков шахты «Эстония» производственного объединения «Эстонсланец» Министерства угольной промышленности СССР, гор. Йыхви Эстонской ССР                                                | 31.07.1979      | углепром           | [ ГС 74 ]  |
| 92  | Палм (Оллыкайнен) Мария Фёдоровна   | 25.08.1919 — ????       | Доярка совхоза «Удева» Министерства совхозов СССР, Пайдеский уезд Эстонской ССР | 05.10.1949      | сельское хозяйство | [ ГС 75 ]  |
| 93  | Паппель Эриг Карлович               | 12.07.1927 — 30.03.2009 | Машинист экскаватора Кейлаского отделения объединения «Эстсельхозтехники», Харьюский район Эстонской ССР                                                                                            | 23.06.1966      | сельское хозяйство | [ ГС 76 ]  |
| 94  | Парик Хейно Хансович                | 16.04.1929 — 25.03.2015 | Директор опорно-показательного совхоза «Тарту» Тартуского района Эстонской ССР | 11.09.1985      | сельское хозяйство | [ ГС 77 ]  |
| 95  | Парика Александр Юханович           | 07.02.1918 — 1996       | Старший машинист паровозного депо Таллин Эстонской железной дороги, Эстонская ССР | 01.08.1959      | транспорт          | [ ГС 78 ]  |
| 96  | Паукку Иван Иванович                | 1915 — 27.04.1999       | Скотник-пастух совхоза «Удева» Министерства совхозов СССР, Пайдеский уезд Эстонской ССР | 05.10.1949      | сельское хозяйство | [ ГС 79 ]  |
| 97  | Паукку Лемби Петровна               | 11.02.1916 — 30.01.1976 | Доярка совхоза «Удева» Министерства совхозов СССР, Пайдеский уезд Эстонской ССР | 05.10.1949      | сельское хозяйство | [ ГС 80 ]  |
| 98  | Пейпс Лейда Аугустовна              | род. 01.02.1937         | Мастер машинного доения коров совхоза «Вильянди» Вильяндиского района Эстонской ССР | 10.02.1975      | сельское хозяйство | [ ГС 81 ]  |
| 99  | Пертель Аксель Гугович              | 07.03.1928 — 1997       | Бригадир проходчиков шахты № 2 треста «Эстонсланец» Эстонского совнархоза | 01.10.1965      | углепром           | [ ГС 82 ]  |
| 100 | Петрова Светлана Ивановна           | 26.12.1940 — 07.04.2021 | Прядильщица хлопчатобумажного комбината «Кренгольмская мануфактура» Министерства лёгкой промышленности Эстонской ССР, гор. Нарва                                                                    | 30.04.1980      | легпром            | [ ГС 83 ]  |
| 101 | Пийрсоо Койт                        | 13.01.1925 — 26.04.2008 | Сыродел-мастер Тартуского комбината молочных продуктов Министерства мясной и молочной промышленности Эстонской ССР                                                                                  | 26.04.1971      | пищепром           |            |
| 102 | Пилле Валью Альфредович             | род. 1929               | Тракторист Выруского лесокомбината Министерства лесной и деревообрабатывающей промышленности Эстонской ССР                                                                                          | 07.05.1971      | леспром            |            |
| 103 | Поросон Салме Даниеловна            | 03.08.1921 — 06.06.2016 | Доярка совхоза «Кохила» Раплаского района Эстонской ССР | 22.03.1966      | сельское хозяйство | [ ГС 84 ]  |
| 104 | Премет Александр Яковлевич          | 01.10.1902 — ????       | Председатель колхоза имени Мичурина Харьюского района Эстонской ССР | 01.10.1965      | сельское хозяйство | [ ГС 85 ]  |
| 105 | Пунс Хильда Якобовна                | 04.07.1900 — 08.03.1988 | Свинарка колхоза «Маяка» Харьюского района Эстонской ССР | 01.03.1958      | сельское хозяйство | [ ГС 86 ]  |
| 106 | Райенд Алиде-Росалие Аугустовна     | 18.01.1913 — 13.02.2004 | Ткачиха таллинской фабрики «Кейла» Эстонского совнархоза | 01.10.1965      | легпром            | [ ГС 87 ]  |
| 107 | Ребане Карл Карлович                | 11.04.1926 — 04.11.2007 | Президент Академии наук Эстонской ССР, гор. Таллин | 10.04.1986      | наука              | [ ГС 88 ]  |
| 108 | Романовская Аста Хансовна           | род. 1941               | Доярка колхоза «Выхма» Вильяндиского района Эстонской ССР | 11.09.1985      | сельское хозяйство |            |
| 109 | Роомет Айно Оттовна                 | род. 1931               | Доярка совхоза «Йыгева» Йыгеваского района Эстонской ССР | 08.04.1971      | сельское хозяйство |            |
| 110 | Рохтлаан Пауль Леопольдович         | род. 10.01.1930         | Капитан теплохода Эстонского морского пароходства Министерства морского флота СССР, гор. Таллин | 09.08.1963      | транспорт          | [ ГС 89 ]  |
| 111 | Ряни Эдит Хермановна                | 20.08.1928 — 2006       | Доярка колхоза «Каардивяэлане» Тапаского района Эстонской ССР | 01.03.1958      | сельское хозяйство | [ ГС 90 ]  |
| 112 | Саар Лийви Альфредовна              | род. 1937               | Бригадир животноводческой фермы Вяндраского опытного совхоза Пярнуского района Эстонской ССР | 16.03.1981      | сельское хозяйство |            |
| 113 | Саар Найма Юхановна                 | 28.03.1919 — 15.07.2010 | Свинарка опорно-показательного совхоза «Тори» Пярнуского района Эстонской ССР | 01.10.1965      | сельское хозяйство | [ ГС 91 ]  |
| 114 | Сарап Артур Юкувич                  | 29.11.1919 — 11.01.1993 | Председатель колхоза «Ания Эдази» Косеского района Эстонской ССР | 01.03.1958      | сельское хозяйство | [ ГС 92 ]  |
| 115 | Сонг Лембит Иоханнесович            | 21.02.1929 — 28.03.1999 | Капитан среднего рыболовного траулера-рефрижератора № 9121 Эстонской рыбопромысловой экспедиционной базы, гор. Таллин                                                                               | 26.06.1961      | рыбпром            | [ ГС 93 ]  |
| 116 | Сооалусте Томас Иоханнесович        | 25.07.1933 — 14.05.1977 | Директор совхоза-техникума имени Ю. Гагарина Вильяндиского района Эстонской ССР | 12.12.1973      | сельское хозяйство | [ ГС 94 ]  |
| 117 | Соовик Линда Юрьевна                | 28.06.1915 — 02.03.2005 | Директор средней школы № 2 имени Л. Койдула, гор. Пярну Эстонской ССР | 01.07.1968      | образование        | [ ГС 95 ]  |
| 118 | Талумаа Мария Юрьевна               | 23.05.1910 — 01.03.1969 | Доярка совхоза «Йыгева» Йыгеваского района Эстонской ССР | 22.03.1966      | сельское хозяйство | [ ГС 96 ]  |
| 119 | Тамм Фридрих Михайлович             | 12.09.1924 — 08.06.2009 | Капитан-директор большого морозильного рыболовного траулера «Аугуст Алле» рыбопромыслового производственного объединения «Океан» Министерства рыбного хозяйства СССР, Эстонская ССР                 | 26.04.1971      | рыбпром            | [ ГС 97 ]  |
| 120 | Таммисту Айно Хуговна               | 16.08.1930 — 05.02.2010 | Мастер трикотажной фабрики «Марат» Министерства лёгкой промышленности Эстонской ССР, гор. Таллин | 09.06.1966      | легпром            | [ ГС 98 ]  |
| 121 | Таннер Иоханнес Адамович            | 26.08.1909 — 24.08.1983 | Тракторист Хаапсалуского районного объединения «Эстсельхозтехники», Эстонская ССР | 23.06.1966      | сельское хозяйство | [ ГС 99 ]  |
| 122 | Теэ Эдуард Янович                   | 12.05.1923 — 21.04.2010 | Бригадир колхоза «Эдази» Выруского района Эстонской ССР | 23.06.1966      | сельское хозяйство | [ ГС 100 ] |
| 123 | Тийрик Мелания-Ирена Яновна         | род. 1926               | Свинарка совхоза «Мосте» Пыльваского района Эстонской ССР | 08.04.1971      | сельское хозяйство |            |
| 124 | Тоомла Вельда Августовна            | 1910—1992               | Свинарка колхоза имени Э. Вильде Раквереского района Эстонской ССР | 22.03.1966      | сельское хозяйство | [ ГС 101 ] |
| 125 | Тоотс Райво Рейнович                | род. 05.07.1927         | Заведующий отделением городской больницы, гор. Пярну Эстонской ССР | 23.10.1978      | здравоохранение    | [ ГС 102 ] |
| 126 | Туй Эрих Августович                 | род. 1928               | Бригадир комплексной бригады Кохтла-Ярвеского строительного треста, Эстонская ССР | 11.08.1966      | строительство      |            |
| 127 | Удам Вальтер Янович                 | 26.08.1926 — 26.03.2001 | Первый секретарь Пярнуского райкома Компартии Эстонии | 11.09.1985      | госуправление      | [ ГС 103 ] |
| 128 | Шэн Альберт Александрович           | 23.06.1921 — 24.08.2003 | Шофёр Пярнуской автотранспортной базы Министерства автомобильного транспорта и шоссейных дорог Эстонской ССР                                                                                        | 05.10.1966      | транспорт          |            |
| 129 | Эванен Ольга Ивановна               | 08.07.1910 — ????       | Свинарка совхоза «Пыдрангу» Вяйке-Марьяского района Эстонской ССР | 07.03.1960      | сельское хозяйство | [ ГС 104 ] |
| 130 | Эйхфельд Иоган Гансович             | 25.01.1893 — 20.04.1989 | Президент Академии наук Эстонской ССР, гор. Таллин | 25.01.1963      | наука              | [ ГС 105 ] |
| 131 | Эрнесакс Густав Густавович          | 12.12.1908 — 24.01.1993 | Главный дирижёр и художественный руководитель Государственного академического мужского хора Эстонской ССР, народный артист СССР, гор. Таллин                                                        | 15.11.1974      | культура           | [ ГС 106 ] |
| 132 | Юнолайнен Юхан Адамович             | 07.03.1931 — 20.04.2005 | Комбайнёр совхоза «Куртна» Кохтла-Ярвеского района Эстонской ССР | 08.04.1971      | сельское хозяйство |            |
| 133 | Юшкина Анна Андреевна               | 20.07.1924 — 19.10.1988 | Мастер вагонного депо Валга Прибалтийской железной дороги, Эстонская ССР | 04.08.1966      | транспорт          | [ ГС 107 ] |
| 134 | Яксен Эдгар Альбертович             | 02.01.1922 — 05.05.2009 | Дежурный по станции Тапа Прибалтийской железной дороги, Эстонская ССР | 04.05.1971      | транспорт          |            |
| 135 | Ярв Анна-Эльвира Юхановна           | 29.08.1909 — 14.03.2002 | Директор Сакуской семилетней школы, Харьюский район Эстонской ССР | 07.03.1960      | образование        | [ ГС 108 ] |
| 136 | Ярвекюльг Пелагея Петровна          | 17.10.1910 — 16.05.1985 | Доярка колхоза «Койт» Вильяндиского района Эстонской ССР | 01.03.1958      | сельское хозяйство | [ ГС 109 ] |

## Уроженец Эстонии, удостоенный звания Героя Социалистического Труда в другом регионе СССР
| № | Фамилия, имя, отчество  | Даты жизни  | Деятельность                                                                                  | Дата присвоения | Отрасль            | ГС       |
| - | ----------------------- | ----------- | --------------------------------------------------------------------------------------------- | --------------- | ------------------ | -------- |
| 1 | Северин Ганс Михайлович | 1890 — ???? | Председатель колхоза имени Сталина Леселидзевского сельсовета Гагрского района Абхазской АССР | 03.05.1949      | сельское хозяйство | [ ГС 1 ] |

## Герои Социалистического Труда, прибывшие в Эстонию на постоянное проживание из других регионов
| № | Фамилия, имя, отчество     | Даты жизни              | Деятельность | Дата присвоения | Отрасль            | ГС       |
| - | -------------------------- | ----------------------- | --- | --------------- | ------------------ | -------- |
| 1 | Листопад Мария Максимовна  | 13.10.1911 — 20.08.1989 | Свинарка совхоза имени Чапаева Диканьского района Полтавской области                                                                    | 26.02.1958      | сельское хозяйство | [ ГС 1 ] |
| 2 | Нобель Антонина Самуиловна | 1918 — ????             | Бригадир полеводческой бригады Меркенского свеклосовхоза Министерства пищевой промышленности СССР, Меркенский район Джамбулской области | 08.05.1948      | сельское хозяйство |          |
| 3 | Патушин Павлин Иванович    | 21.01.1917 — 30.01.2012 | Заведующий молочной фермой колхоза «Красный коллективист» Некрасовского района Ярославской области                                      | 06.09.1950      | сельское хозяйство | [ ГС 2 ] |